# 羽鳥新ノ介
羽鳥 新ノ介（はとり しんのすけ、1991年8月19日 - ）は、新潟県新潟市出身の演歌歌手。

## ディスコグラフィー

### シングル
- 雨よ恋よ（2018年6月27日）［作詞：万城たかし / 作曲：島根良太郎］
  - （c/w）望郷かぐや姫 ［作詞：万城たかし / 作曲：島根良太郎］